# Korzennik

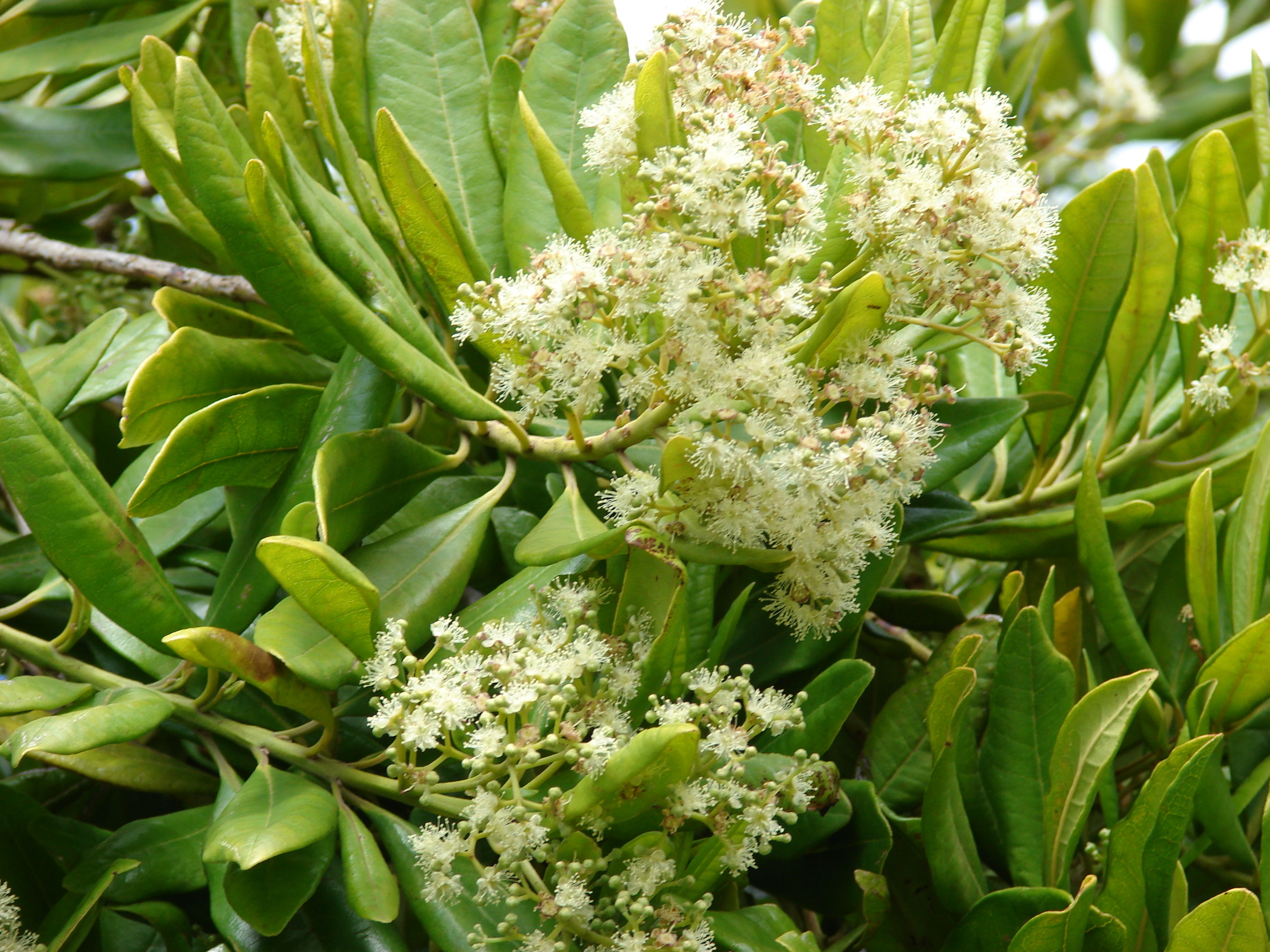
Korzennik lekarski

Korzennik (Pimenta Lindl.) – rodzaj roślin z rodziny mirtowatych. Obejmuje 20 gatunków. Rośliny te występują w strefie międzyzwrotnikowej Ameryki Południowej i Środkowej. Owoce niektórych gatunków są używane jako przyprawy, wytwarza się też z nich olejki eteryczne.

## Morfologia
Zimozielone drzewa i krzewy. Liście skórzaste, ciemnozielone, lśniące. Całe rośliny wydzielają aromatyczny zapach. Kwiaty drobne, delikatne, przeważnie kremowe i zebrane w wiechy na wierzchołkach pędów. Wytwarzają kwiaty męskie i żeńskie. Owocem jest drobny pestkowiec.

## Systematyka
Synonimy
Amomis  O. Berg, Cryptorhiza Urb., Evanesca Raf., Krokia Urb., Mentodendron Lundell, Urb., Pimentus Raf., Pseudocaryophyllus O. Berg
Pozycja systematyczna według Angiosperm Phylogeny Website (2001...)
Rodzaj z rodziny mirtowatych z rzędu mirtowców, należących do kladu różowych w obrębie okrytonasiennych. W obrębie rodziny: podrodzina Myrtoideae, plemię Myrteae.
Wykaz gatunków
- Pimenta adenoclada (Urb.) Alain
- Pimenta berciliae T.N.C.Vasconc. & Peguero
- Pimenta cainitoides (Urb.) Burret
- Pimenta dioica (L.) Merr. – korzennik lekarski
- Pimenta ferruginea (Griseb.) Burret
- Pimenta filipes (Urb.) Burret
- Pimenta guatemalensis (Lundell) Lundell
- Pimenta haitiensis (Urb.) Landrum
- Pimenta intermedia (Bisse) Urquiola
- Pimenta jamaicensis (Britton & Harris) Proctor
- Pimenta obscura Proctor
- Pimenta odiolens (Urb.) Burret
- Pimenta oligantha (Urb.) Burret
- Pimenta paganii (Krug & Urb.) Flickinger
- Pimenta podocarpoides (Areces) Landrum
- Pimenta pseudocaryophyllus (Gomes) Landrum
- Pimenta racemosa (Mill.) J.W.Moore
- Pimenta richardii Proctor
- Pimenta samanensis (Alain) Peguero
- Pimenta yumana (Alain) T.N.C.Vasconc.